# Amaszonas Uruguay

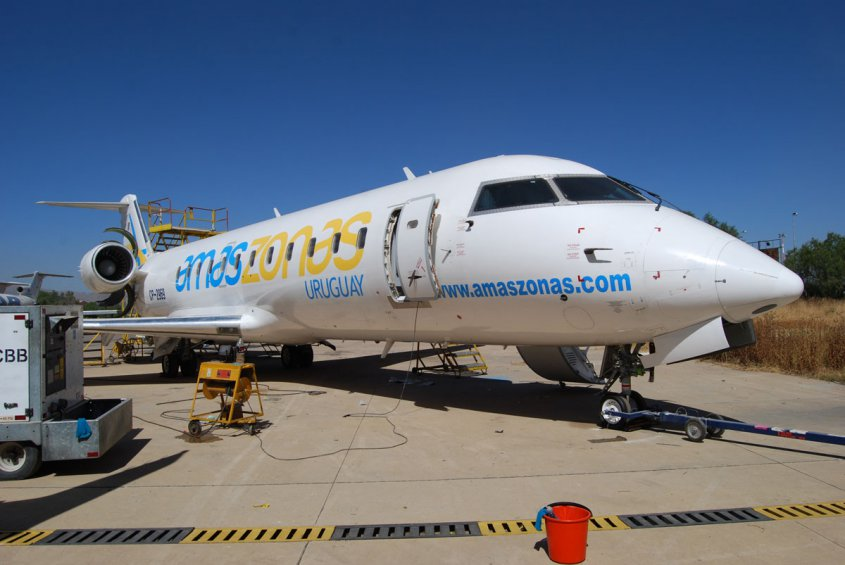
Bombardier CRJ200ER авиакомпании Amaszonas Uruguay в прежней ливрее (2016 год)

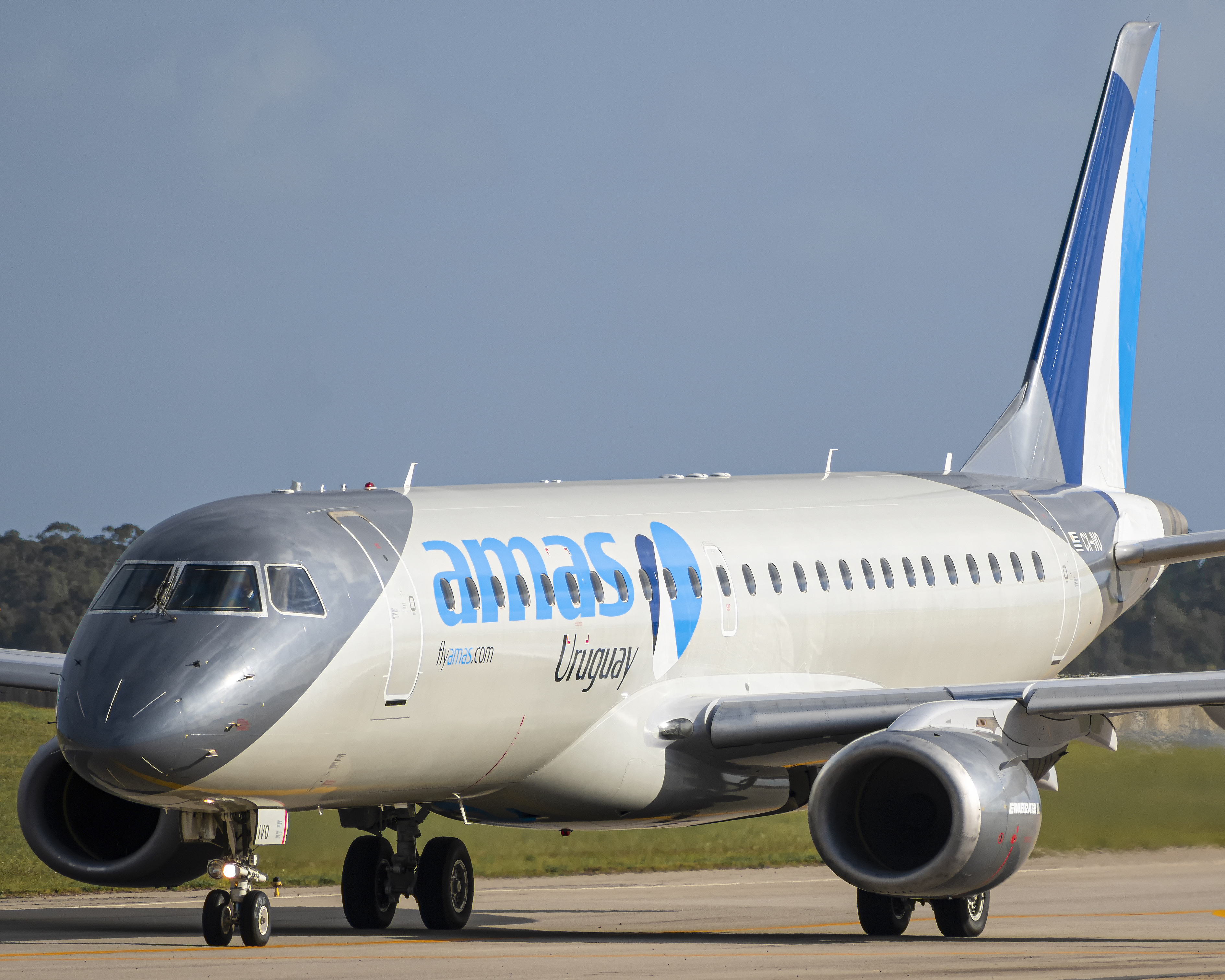
Embraer 190LR Amaszonas Uruguay в цветах новой ливреи (2020 год)

Amaszonas Uruguay — упразднённая авиакомпания Уругвая со штаб-квартирой в Монтевидео, работавшая в сфере регулярных коммерческих перевозок на направлениях Латинской Америки.

## История
В апреле 2015 года боливийская авиакомпания Línea Aérea Amaszonas достигла соглашения с уругвайским перевозчиком BQB Lineas Aereas об организации на базе последнего совместного предприятия Amaszonas Uruguay для работы на внутренних и международных маршрутах из аэропортов Уругвая. Вновь образованная компания проработала на рынке чуть более пяти лет, а уже 19 ноября 2020 года было объявлено об остановке всех полётов.
Официально авиакомпания была ликвидирована 21 января 2021 года.

## Маршрутная сеть
Маршрутная сеть регулярных перевозок Amaszonas Uruguay охватывала следующие пункты назначения:
| Страна    | Город                   | Аэропорт                                        | Примечания |
| --------- | ----------------------- | ----------------------------------------------- | ---------- |
| Аргентина | Буэнос-Айрес            | международный аэропорт имени Хорхе Ньюбери      |            |
| Боливия   | Санта-Крус-де-ла-Сьерра | международный аэропорт Виру-Виру                |            |
| Бразилия  | Сан-Паулу               | международный аэропорт Гуарульюс                |            |
| Парагвай  | Асунсьон                | международный аэропорт имени Сильвио Петтиросси |            |
| Уругвай   | Монтевидео              | международный аэропорт Карраско                 | хаб        |
| Уругвай   | Пунта-дель-Эсте         | международный аэропорт имени Карлоса Курбело    |            |

### Код-шеринговые соглашения
- Aerolíneas Argentinas
- Air Europa
- Copa Airlines
- Gol Linhas Aéreas Inteligentes

## Флот
В январе 2021 года воздушный флот авиакомпании Amaszonas Uruguay составляли следующие самолёты:
| Тип самолёта  | В эксплуатации | Заказано | Пассажирских мест | Примечания |
| ------------- | -------------- | -------- | ----------------- | ---------- |
| Embraer 190LR | 1              | 1        | 112               |            |
| Всего         | 1              | 1        |                   |            |

Ранее Amaszonas Uruguay эксплуатировала следующие самолёты:
- Bombardier CRJ100LR — 1 ед.
- Bombardier CRJ200ER — 1 ед.